# That's What You Get
"That's What You Get" je singl pop punk sastava Paramore s njihova drugog studijskog albuma Riot. Videospot je objavljen 24. ožujka 2008. 

## Ljestvica
| Ljestvica (2008.)                | Pozicija pjesme |
| -------------------------------- | --------------- |
| ARC Weekly Top 40                | 18              |
| Britanska ljestvica singlova     | 55              |
| Kolumbijska ljestvica singlova   | 32              |
| Billboard Hot 100                | 66              |
| Hot Modern Rock Tracks           | 36              |
| Billboard                        | 25              |
| Meksički Top 100                 | 51              |
| Novozelandska ljestvica singlova | 35              |
| Kanadski Hot 100                 | 92              |